# Casal Velino
Casal Velino är en ort och kommun i provinsen Salerno i regionen Kampanien i Italien. Kommunen hade 5 322 invånare (2017).